# لشکر ۱ زرهی (ایالات متحده آمریکا)
لشکر ۱ زرهی (انگلیسی: 1st Armored Division) لشکر زرهی و بازوی ترکیبی نیروی زمینی ایالات متحده آمریکا و تحت امر سپاه سوم زرهی است، که در سال ۱۹۴۰ تأسیس شد. قرارگاه فرماندهی لشکر ۱ زرهی در فورت بلیس، ال پاسو، تگزاس قرار دارد.
این یگان، نخستین لشکر زرهی نیروی زمینی ایالات متحده بود که در جنگ جهانی دوم وارد نبرد شد. از زمان جنگ جهانی دوم، این لشکر در بحران موشکی کوبا، جنگ خلیج فارس، جنگ در افغانستان، جنگ عراق و چندین عملیات دیگر شرکت داشته است. لشکر ۱ زرهی همچنین جوایز و تقدیرنامه‌های متعددی دریافت کرده است.